# Stick Season (canción)
«Stick Season» —en español: «Temporada del palo»— es una canción del cantautor estadounidense Noah Kahan, lanzada como sencillo principal de su álbum Stick Season el 8 de julio de 2022. Kahan escribió la canción él mismo y la coprodujo con Gabe Simon. Aunque tuvo un éxito moderado en los Estados Unidos tras su lanzamiento, la canción se volvió viral en TikTok a mediados de 2023 y llegó a las listas internacionales, alcanzando el número uno en el Reino Unido, Irlanda, los Países Bajos y la región de Flandes en Bélgica, además de ubicarse entre los 10 primeros puestos en Australia, Canadá y Nueva Zelanda y entre los 20 primeros en Estados Unidos.

## Antecedentes y composición
Kahan escribió un verso de la canción durante un "ataque de inseguridad" y lo subió a TikTok en 2022. Tuvo éxito rápidamente, lo que lo llevó a terminar de escribir la canción, lo que "terminó tomando mucho tiempo". A Kahan también le preocupaba si una canción escrita "específicamente sobre su estado natal de Vermont" conectaría con personas que viven en otros lugares, pero las respuestas a la canción completa fueron universalmente positivas.
El título de la canción se refiere a un término para el otoño en Nueva Inglaterra, el período posterior a Halloween antes de que comience la nieve invernal, que Kahan llamó "una época de transición" y "súper deprimente", ya que "simplemente significa que el invierno llegará pronto y crea mucha ansiedad" y "a nadie realmente le gusta".

## Premios y nominaciones
| Organización | Año  | Categoría                     | Resultado | Ref.  |
| ------------ | ---- | ----------------------------- | --------- | ----- |
| Premios Brit | 2024 | Canción internacional del año | Pendiente | [ 4 ] |

## Posicionamiento en listas

### Semanales
| País (Lista 2022–2024)                        | Mejor posición | Ref    |
| --------------------------------------------- | -------------- | ------ |
| Alemania (GfK)                                | 49             | [ 5 ]  |
| Australia (ARIA)                              | 1              | [ 6 ]  |
| Austria (Ö3 Austria Top 40)                   | 32             | [ 7 ]  |
| Bélgica (Ultratop 50 Flandes)                 | 1              | [ 8 ]  |
| Canadá (Canadian Hot 100)                     | 3              | [ 9 ]  |
| Dinamarca (Tracklisten)                       | 17             | [ 10 ] |
| Estados Unidos (Billboard Hot 100)            | 11             | [ 11 ] |
| Estados Unidos (Adult Pop Airplay)            | 15             | [ 12 ] |
| Estados Unidos (Hot Rock & Alternative Songs) | 2              | [ 13 ] |
| Estados Unidos (Pop Airplay)                  | 18             | [ 14 ] |
| Estados Unidos (Rock Airplay)                 | 23             | [ 15 ] |
| Global 200 (Billboard)                        | 5              | [ 16 ] |
| Global Excl. U.S. (Billboard)                 | 10             | [ 17 ] |
| Irlanda (IRMA)                                | 1              | [ 18 ] |
| Nueva Zelanda (RMNZ)                          | 2              | [ 19 ] |
| Noruega (VG-lista)                            | 11             | [ 20 ] |
| Países Bajos (Dutch Top 40)                   | 1              | [ 21 ] |
| Países Bajos (Single Top 100)                 | 1              | [ 22 ] |
| Polonia (Polish Airplay Top 100)              | 16             | [ 23 ] |
| Portugal (AFP)                                | 59             | [ 24 ] |
| Reino Unido (UK Singles Chart)                | 1              | [ 25 ] |
| Sudáfrica (Billboard)                         | 18             | [ 26 ] |
| Suecia (Sverigetopplistan)                    | 15             | [ 27 ] |
| Suiza (Schweizer Hitparade)                   | 24             | [ 28 ] |

### Anuales
| País (Lista 2023)                             | Mejor Posición | Ref    |
| --------------------------------------------- | -------------- | ------ |
| Estados Unidos (Hot Rock & Alternative Songs) | 47             | [ 29 ] |
| Países Bajos (Dutch Top 40)                   | 74             | [ 30 ] |
| Reino Unido (UK Singles Chart)                | 60             | [ 31 ] |

## Certificaciones
| País (Organismo certificador) | Certificaciones | Ventas certificadas | Ref.   |
| ----------------------------- | --------------- | ------------------- | ------ |
| Australia (ARIA)              | 5× Platino      | 350 000             | [ 32 ] |
| Canadá (MC)                   | 3× Platino      | 240 000             | [ 33 ] |
| Dinamarca (IFPI Dinamarca)    | Oro             | 45 000              | [ 34 ] |
| Estados Unidos (RIAA)         | 2× Platino      | 2 000               | [ 35 ] |
| Nueva Zelanda (RMNZ)          | 2× Platino      | 60 000              | [ 36 ] |
| Países Bajos (NVPI)           | Platino         | 93 000              | [ 37 ] |
| Portugal (AFP)                | Oro             | 5000                | [ 38 ] |
| Reino Unido (BPI)             | 3× Platino      | 1 800 000           | [ 39 ] |
| Suiza (IFPI Suiza)            | Oro             | 10 000              | [ 40 ] |